# Outlawz
Outlawz (también conocidos como Outlawz Immortalz) es un grupo de rap fundado por Tupac Shakur y Yaki Kadafi después de que Tupac abandonara la cárcel en 1995. Tupac y Kadafi decidieron formar el grupo de rap Outlawz, que traería a muchos miembros de los grupos anteriores de Tupac. Colectivamente, es posible que sean más conocidos por aparecer en el vídeo del tema "Hit Em Up", en el que atacan verbalmente a Notorious B.I.G., Mobb Deep y Bad Boy Records, entre otros.

## Inicios

### Dramacydal
La encarnación más temprana de Outlawz, Dramacydal, apareció por primera vez en 1995, en la canción Me Against The World de Tupac, en el álbum Me Against the World. Dramacydal estaba formado por K-Dog, Young Hollywood y Big Malcom. También eran conocidos como Thoro Headz y Young Thugs.

### Outlaw Immortalz
Al estar Tupac en prisión en 1995, pensó en muchas ideas musicales que tendría al salir de esta. En una de las tantas visitas que tuvo por parte de su hermanastroYaki Kadafi planearon en conjunto un nuevo grupo de rap, dejando atrás el nombre “Dramacydal” y reemplanzandolo por “Outlawz”. Tupac junto con Yaki reclutaron a Mopreme Shakur (medio hermano de Tupac), Big Syke, Bruce Washington (Fatal Hussein), Mutah Beale (Napoleon) y E.D.I. Mean, y más tarde entraría Storm, la única mujer del grupo. Todos ellos formaron los originales Outlawz Immortalz, los que debutaron en el multiplatino All Eyez on Me, en la canción When We Ride.
La idea del grupo era que cada miembro tuviera un nombre de dictadores o enemigos de América, de tiempos pasados o actuales.

## Miembros

### Originales ( Fundadores )
En total eran 10 miembros incluyendo Tupac :
- El único nombre que no se tomó prestado de un dictador fue el de Tupac, que se hacía llamar Makaveli (o Makaveli The Don) en referencia al filósofo italiano Niccolò Machiavelli.

- Yafeu Fula, (alias Young Hollywood), mejor amigo de infancia de Tupac, se hizo llamar Yaki Kadafi, debido al coronel libio Muammar al-Gaddafi.

- Mopreme Shakur (alias Wycked), hermanastro de Tupac, recibió el apodo de Khomeini, por el Ayatolá Ruhollah Jomeini.

- A Bruce Washington le dieron el nombre de Hussein Fatal (o Fatal Hussein) por el dictador iraquí Sadam Huseín.

- Napoleon (rapero), amigo de la infancia de Kadafi, recibió el nombre de Napoleon, por el emperador francés Napoleón Bonaparte. Napoleon dejó el grupo al convertirse al islam.

- Tyruss Himes (alias Big Syke), antiguo miembro de Thug Life junto al propio Tupac, fue llamado Mussolini, por el dictador italiano Benito Mussolini.

- Malcom Greenridge (alias Big Malcolm), miembro de Dramacydal, se hacía llamar E.D.I. Mean (o E.D.I. Amin), por el presidente de Uganda Idi Amin.

- Katari Cox (K-Dog), también miembro de Dramacydal, era conocido como Kastro, por el presidente cubano Fidel Castro.

### Oficiales
- Rufus Cooper III, conocido como Young Noble, era amigo de Kadafi y Hussein Fatal, y fue incluido al grupo tras la edición de All Eyez On Me, de ahí su exclusión del tema When We Ride.

- New Child, amigo de Fatal, se unió al grupo tras la muerte de Tupac. En la actualidad, está encarcelado.

- Donna Hunter, conocida como Storm, conoció a Tupac en una película y se convirtió en la primera mujer en unirse a los Outlawz.

- Ronald Moore, conocido como Gonzoe, conoció a Tupac poco antes de su muerte y se unió al grupo tras ella. Antiguo miembro del Régimen de Yukmouth, terminó por abandonar el grupo.

- Macadoshis, antiguo miembro de Thug Life junto a Pac y Syke.

## Discografía

### Álbumes
- Dramacydal (1995)
- Still I Rise (con 2Pac) (1999)
- Ride Wit Us Or Collide Wit Us (2000)
- Novakane (2002)
- Outlaw 4 Life: 2005 A.P. (2005)
- Can't Sell Dope Forever (con dead prez) (2006)
- We Want In (2008)
- Godz Plan (2009)